# クワシオルコル
クワシオルコル（英語: kwashiorkor、フランス語: kwashiorkor、ドイツ語: Kwashiorkor）とは、ヒトにおける栄養失調の一形態である。体重減少だけでなく、特徴的な症状として浮腫が見られる。片仮名表記では、クワシオルコールあるいはクワシオコアなどの表記揺れが存在する。一般にはタンパク質の摂取量が不充分の場合に起きるとされているものの、いくつか原因が考えられており、異なる原因で起きる場合も有るのではないかとも言われる。

## 患者像

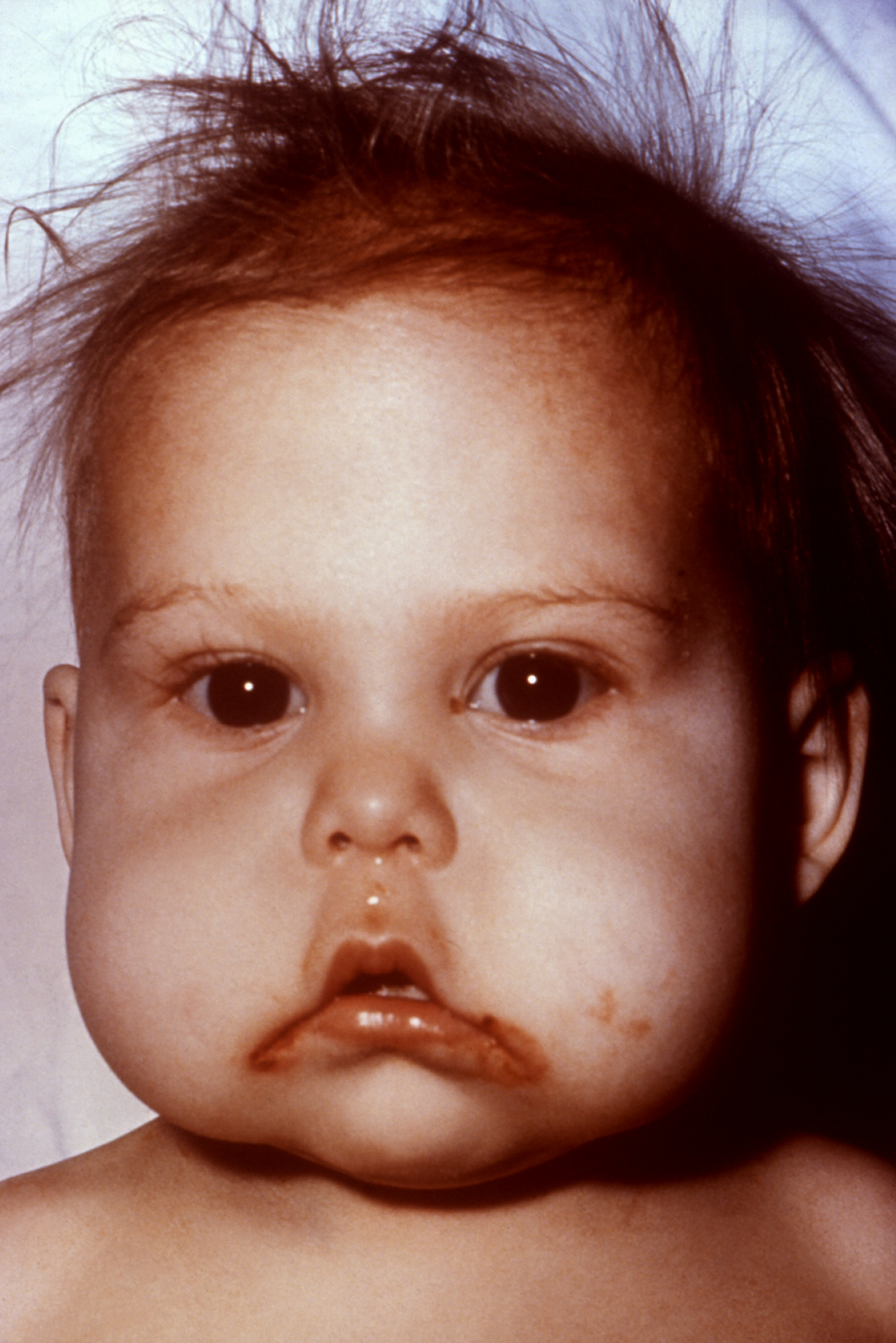
クワシオルコルの症状を呈した幼児。脱毛、浮腫、成長不良、体重減が見られる。

クワシオルコルの大部分の症例は、1歳から4歳の小児に見られる。しかし、より年長の児童や成人でも見られ得る。ジャマイカの小児科医であったシシリー・D.ウィリアムズ（Cicely D. Williams）が、1935年に医学雑誌の『ランセット』に投稿した記事の中で、この「クワシオルコル」という語を用い、専門用語として認知されるようになった。
授乳期の乳児は、タンパク質の材料であり、また成長に不可欠なある種のアミノ酸を、母乳から得ている。乳児が乳離れして離乳食を摂るようになった時に、その食物に含まれる栄養分がタンパク質に乏しければ、子供がクワシオルコルを発症する可能性が有る。このような摂食状態は、デンプン質に富んだ食物を主食としており、かつ、摂取エネルギーに占める炭水化物の割合が高い地域で、しばしば見られる。また、飢饉に見舞われた地域でも、見られる場合が有る。
ただし、クワシオルコル単独で発症する場合は通常は無く、一般的に、炭水化物（エネルギー）不足によって発生するマラスムスと共に発生する。

## 名称の由来
「クワシオルコル」の名称は、アフリカ大陸西部のガーナの海岸部で使用されるガ語に由来する。直訳すると「上の子・下の子」または「1番目・2番目」という意味である。ただし、実際の用法は「受け入れられなくなった子供」を意味する表現である。このような命名が為された理由は、弟や妹が産まれたために、先に産まれていた子供が乳離れさせられた結果として、クワシオルコルを発症した症例が多い事を反映しているとされる。
しかし、そうではなく、ガーナのアシャンティ人の言葉で「赤い子供」を指すとも言い、罹患した小児の皮膚が皮膚炎で赤くなるための命名であるとの説も存在する。

## 症状

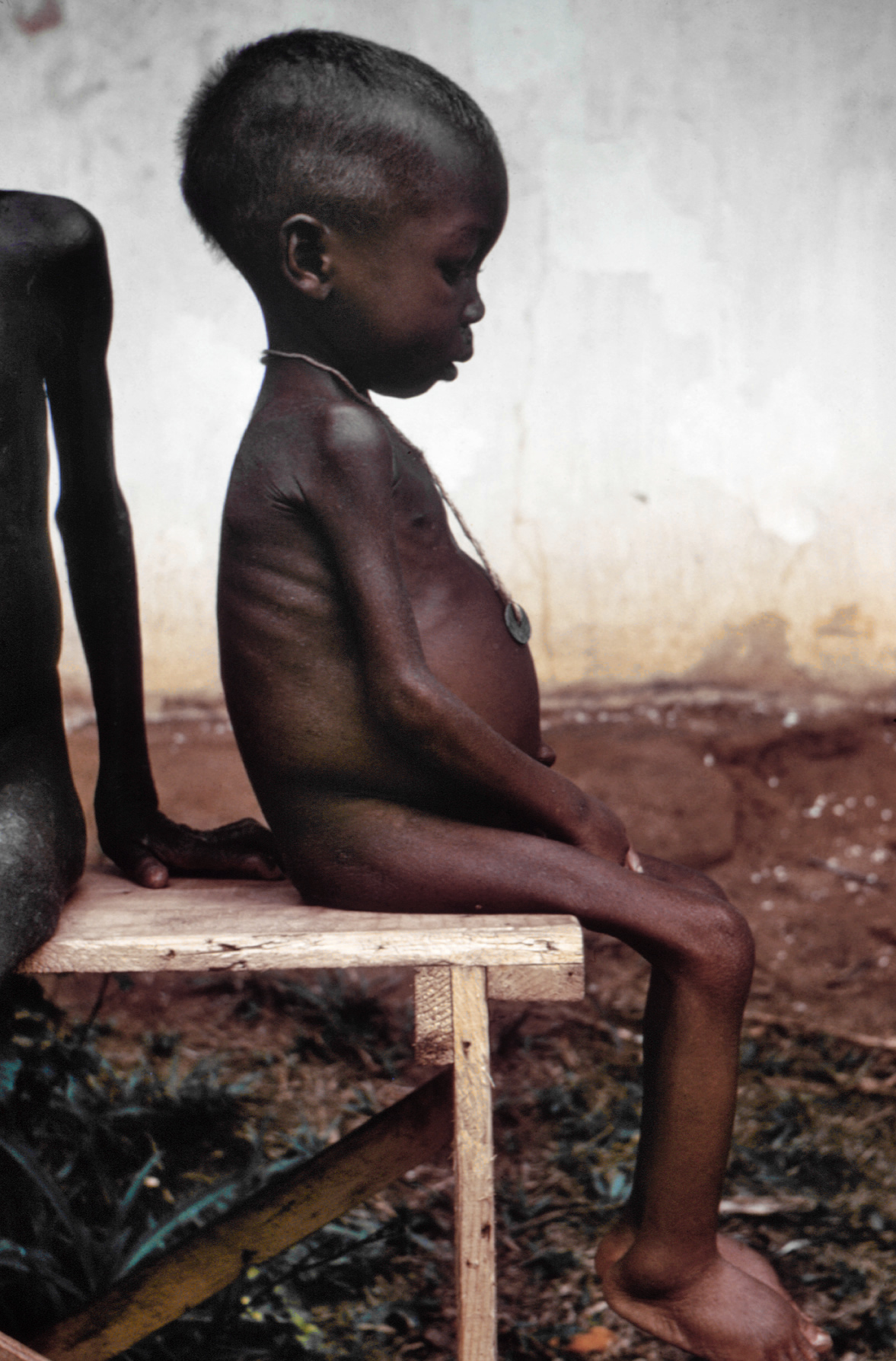
クワシオルコルの症状を呈した少女。ビアフラ戦争時のナイジェリアの救援キャンプにて撮影された。

栄養不良の児童のクワシオルコルの診断基準は、足の浮腫である。他の所見としては、脂肪肝、腹部の膨満、細い毛髪、歯の脱落、肌の脱色および皮膚炎が挙げられる。クワシオルコルの児童は、しばしば過敏症や食思不振を呈する。また生育不振、下痢、体重の減少も見られるが、体重の減少は、マラスムスより激しくない。血中のインスリン濃度は維持される。
クワシオルコルに陥ったヒトに見られる腹部の膨満は、一般に2つの原因に帰せられる。1つ目の原因は、腹水の貯留のためである。これは全身に及ぶ細胞内のグルタチオンの欠乏の結果として発生したシステイニルロイコトリエン（LTC4やLTE4）の産生の増加により、毛細血管の浸透性が亢進するために起きる。また同時に、栄養失調によって血漿タンパク質が減少し、その結果として膠質浸透圧の減少とそれに伴う毛細血管壁の浸透性の亢進が発生するとも考えられている。2つ目の原因は、脂肪肝のために、肝臓が肥大した結果であると考えられている。この脂肪の蓄積は、脂質を肝臓から全身に輸送するアポリポタンパク質の欠乏によって生じる。
クワシオルコルの患者は、ジフテリアや腸チフスなどの疾病に対するワクチン接種を受けても、充分に抗体を作れない。一般的にクワシオルコルに対処するためには、食餌に体内での正常な代謝を支えるために、充分な量のエネルギー源とタンパク質を加えれば良い。これにより、生命を支えるためのエネルギー源として生体内のタンパク質を分解しての糖新生の発生を防ぎつつ、生体内に不足しているタンパク質の材料のアミノ酸を外部から補うという考え方である。ただし、これも一般的な話だが、患者に極度の飢餓状態が長期間継続していた場合には、充分な栄養分を含んだ食餌を開始する際に、リフィーディング症候群には注意を払う。なお、クワシオルコルは、患児の心身の発達に長期にわたって影響を及ぼす場合が有り、また症状が激しい場合には、死亡する事も有り得る。

## 考えられる発症の要因
クワシオルコルの発症要因には様々な解説が存在しており、21世紀初頭においても、議論が続けられている。例えば、以下の各節で挙げられる要因である。

### 様々な栄養素の総合的な不足を要因とする考え方
タンパク質の合成に必要なアミノ酸の欠乏と同時に、エネルギーや微量栄養素も不足した結果として発症するという事は既に認められているものの、それは発症の主たる要素ではないかもしれない。鉄、葉酸、ヨウ素、セレン、ビタミンCなどの栄養素、とりわけ抗酸化に関わる物の中の1つが欠乏する事が、病態に影響すると考えられる。生体内で重要な抗酸化物質の中で、クワシオルコルの患児で減少している物としては、生体内で生合成されるグルタチオンやアルブミンや基本的には食餌によって摂取するビタミンEや多不飽和脂肪酸（ポリエン脂肪酸）などが挙げられる。したがって、基本的な栄養素ないし抗酸化物質が不足している小児が病気や毒物などの外的ストレスに曝されると、クワシオルコルに陥る可能性が高くなる。
なお、炭水化物中心の食生活が、クワシオルコルの原因と言われる事例も見られるものの、コーネル大学の国際栄養プログラムの主導教授のマイケル・ラザム（Michael Latham）博士が示した事例には、子供にキャッサバを食べさせていた親達で、クワシオルコルによる浮腫のために子供が栄養失調である事を認められず、食餌中にタンパク質が足りないにもかかわらず、栄養が充分に行き届いていると主張していた。

### 栄養学に関する知識不足
栄養についての知識の不足も、要因の1つとなり得る。つまり、無知のために、酷い偏食を続けてしまった際に、その偏食の仕方が、クワシオルコルの発症条件に合致した場合である。

### アフラトキシン類による肝障害の結果
クワシオルコルの発症の重要な要因の1つに、アフラトキシン類による中毒が挙げられる。アフラトキシンは、ある種のカビが産生するカビ毒であり、ナッツ類、穀類、乳製品など、様々な食品が汚染され得る。また、単純にカビが生えた食品に気を付ければ良いという話ではなく、加工食品に含まれている可能性も有る。いずれにせよ、アフラトキシンが含まれた食品を摂取した場合に、アフラトキシンも同時に摂取されて、消化管から吸収され、肝臓のチトクロムP450によって代謝を受けエポキシ化されて、肝細胞のDNAを損傷する。血清タンパクの多く、とりわけアルブミンは肝臓で産生されるため、クワシオルコルの症状はこれで容易に説明できる。クワシオルコルの大部分がカビの生育に向いた温暖で湿潤な気候の地域で発生する点や、乾燥した地域では栄養失調に関する疾患といえばマラスムスの方が頻度が高い点は、注目すべきであろう。そうすると、患者を治療する上で「タンパク質は同化作用のみを目的として補給するべきであり、異化作用に対しては炭水化物と脂肪とで賄うべきである」という結論に至る事ができる。タンパク質の異化経路には肝臓で行われる尿素回路が含まれるが、既に損傷している肝臓にタンパクを補給すると、尿素回路が機能し切れずに肝機能が破綻し、肝不全を引き起こして死に至る場合も有り得るからである。

### 他の疾患の影響により、2次的に発症
例えば、悪液質（カヘキシー）が要因の場合は、その背後に、悪液質の原因となる疾病が別に存在する場合が多い。

## 日本での発生例
日本国内においての発生状況は、敗血症などの重症の感染症や、手術後、外傷や熱傷などで代謝ストレスが亢進したり、疾患のために充分な栄養が摂取できなかった場合、高齢者で食事摂取が困難となった場合などのような疾患治療中の場合などがほとんどと考えられる。例えば、糖尿病の治療中や、心理的な問題によって発症した事例の報告も存在する。
しかしながら、例えば、養育者の栄養についての理解が不充分なために発症した事例の報告が存在する。このように孤発例の報告が、日本では散見される。なお、1960年代に僻地で行われた調査の報告が有るものの、罹患率の把握には至っていないようである。21世紀初頭において、社会的な要因による多発例の報告は無く、日本ではクワシオルコルが大きな社会問題となる可能性は低いと考えられるが、今後も養育者の理解不足、貧困家庭、虐待などの個別の事情によって、クワシオルコルを発症する可能性は考えられる。